# David Weir
David Gillespie Weir  (*Falkirk, Escocia, 10 de mayo de 1970), exfutbolista y entrenador escocés. Jugaba de defensa y su último equipo fue el Glasgow Rangers. Actualmente es entrenador del Sheffield United de la Football League One de Inglaterra.

## Selección nacional
Ha sido internacional con la Selección de fútbol de Escocia, ha jugado 69 partidos internacionales y ha anotado 1 gol.

## Participaciones en Copas del Mundo
| Mundial                        | Sede    | Resultado    |
| ------------------------------ | ------- | ------------ |
| Copa Mundial de Fútbol de 1998 | Francia | Primera fase |

## Clubes
| Club                     | País       | Año       |
| ------------------------ | ---------- | --------- |
| Falkirk F.C.             | Escocia    | 1992-1996 |
| Heart of Midlothian F.C. | Escocia    | 1996-1999 |
| Everton FC               | Inglaterra | 1999-2007 |
| Glasgow Rangers          | Escocia    | 2007-2012 |

### Campeonatos nacionales
| Título                      | Club                     | País    | Año  |
| --------------------------- | ------------------------ | ------- | ---- |
| Primera División de Escocia | Falkirk FC               | Escocia | 1994 |
| Copa de Escocia             | Heart of Midlothian F.C. | Escocia | 1998 |
| Copa de Escocia             | Glasgow Rangers          | Escocia | 2008 |
| Copa de la Liga de Escocia  | Glasgow Rangers          | Escocia | 2008 |
| Premier League de Escocia   | Glasgow Rangers          | Escocia | 2009 |
| Copa de Escocia             | Glasgow Rangers          | Escocia | 2009 |
| Premier League de Escocia   | Glasgow Rangers          | Escocia | 2010 |
| Copa de la Liga de Escocia  | Glasgow Rangers          | Escocia | 2010 |